# Vado Football Club 1913
El Vado Football Club 1913 es un club de fútbol de Italia, con sede en Vado Ligure, en la región de Liguria. Fue fundado en 1913 y compite en la Serie D, cuarta categoría del fútbol italiano.

## Historia
El club fue fundado el 1 de noviembre de 1913, siendo presidente Lino Pizzorno. En la temporada 1921-22 ganó su primer y único título, la Copa de Italia; fue el primer equipo italiano en ganar dicho título.

## Estadio
El Estadio Ferruccio Chittolina, con capacidad para 2000 personas.

## Palmarés

### Torneos nacionales
- Copa Italia (1): 1922

### Torneos regionales
- Eccellenza Liguria (3): 2000-01, 2012-13, 2018-19
- Promozione Liguria (5): 1953-54 (Grupo A), 1980-81 (Grupo A), 1985-86, 1995-96 (Grupo A), 2009-10 (Grupo A)
- Prima Divisione Liguria (1): 1940-41 (Grupo C)